# Берендюга Віктор Федорович
Віктор Федорович Берендюга (27 січня 1962 , Львів ) — український радянський вотерполіст, бронзовий призер Олімпійських ігор 1988 року, призер чемпіонату світу та дворазовий чемпіон Європи.

## Біографія
У 1979 році почав грати у львівському клубі «Динамо», з яким став бронзовим призером чемпіонату СРСР.
Вдалі виступи за клуб дозволили спортсмену потрапити у національну збірну. Будучи студентом Львівського державного університету фізичної культури став чемпіоном Універсіади. У 1985 році вдруге став чемпіоном Універсіади.
У 1985 році став чемпіоном Європи, а через два роки повторив це досягнення. У 1986 році виграв бронзу чемпіонату світу.
У 1988 році виступив на Олімпійських іграх у Сеулі, де виграв бронзову медаль. Там він зіграв у семи матчах та забив один м'яч.
По завершенні спортивної кар'єри став тренером. Переїхав працювати в Польщу, де був помічником національної збірної.